# Dactyloptena peterseni
Dactyloptena peterseni is een straalvinnige vissensoort uit de familie van vliegende knorhanen (Dactylopteridae). De wetenschappelijke naam van de soort is voor het eerst geldig gepubliceerd in 1887 door Nyström.